# Araneus monoceros
Araneus monoceros är en spindelart som först beskrevs av Tamerlan Thorell 1895. Araneus monoceros ingår i släktet Araneus och familjen hjulspindlar.
Artens utbredningsområde är Myanmar. Inga underarter finns listade i Catalogue of Life.